# Ванадат родия
Ванадат родия — неорганическое соединение,
соль родия и (несуществующей) ортованадиевой кислоты
с формулой RhVO4,
кристаллы.

## Получение
- Сплавление стехиометрических количеств оксидов родия и ванадия:

{\displaystyle {\mathsf {Rh_{2}O_{3}+V_{2}O_{5}\ {\xrightarrow {T}}\ 2RhVO_{4}}}}

## Физические свойства
Ванадат родия образует кристаллы
тетрагональной сингонии,
пространственная группа P 4/mnm,
параметры ячейки a = 0,4607 нм, c = 0,2923 нм, Z = 1,
структура типа диоксида титана TiO2
.

## Применение
- Катализатор в органическом синтезе [2].